# Hydrophorus pilitarsis
Hydrophorus pilitarsis är en tvåvingeart som beskrevs av Malloch 1919. Hydrophorus pilitarsis ingår i släktet Hydrophorus och familjen styltflugor. Inga underarter finns listade i Catalogue of Life.